# العليا (شبوة)

تعديل مصدري - تعديل

العليا هي مدينة ومركز مديرية بيحان بمحافظة شبوة اليمنية، بلغ تعداد سكانها 13900 نسمة حسب الإحصاء الذي أجري عام 2004.